# دزدمونا
دِزْدِمُونا (به انگلیسی: Desdemona) شخصیتی تخیلی در نمایشنامه اتلو نوشته ویلیام شکسپیر است. او بانویی زیبا و پاکدامن است که بر خلاف میل پدرش، با اتلو (سیاه مغربی) ازدواج کرده‌است. اتلو طبق تحریک ایاگو به دزدمونا بدبین شده و در نهایت او را بدون محاکمه به قتل می‌رساند و تنها پس از مرگ است که بی‌گناهی دزدمونا توسط همسر ایاگو بر او فاش و او دچار احساس گناه شده و سرانجام خودکشی می‌کند.